# Afuá
Afuá (aparținând Pará) este un oraș în Brazilia.